# Trattato di Vienna (1866)
Il trattato di Vienna fu un accordo firmato a Vienna da Italia e Austria il 3 ottobre 1866, con il quale veniva dichiarata chiusa la terza guerra di indipendenza.
In base all'accordo di pace, l'Impero austriaco avrebbe ceduto il Veneto, il Friuli e la provincia di Mantova (ultimi territori rimasti del Regno lombardo-veneto) alla Francia, che a sua volta li avrebbe poi trasferiti al Regno d'Italia, previo il consenso degli abitanti dei territori interessati, tramite un plebiscito.
I diplomatici italiani tentarono durante i negoziati del trattato di ottenere anche il Trentino fino a Salorno, fallendo però nel tentativo: difatti gli austriaci si attennero al testo dell'armistizio di Cormons che fissava come frontiera tra i due stati l'ex-confine amministrativo tra Lombardo-Veneto e terre ereditarie. Simili tentativi non vennero neanche tentati per l'Istria o Trieste, considerati etnicamente misti.
Il trattato fu firmato dal generale italiano Luigi Federico Menabrea e dal suo omologo francese, Emmanuel Félix de Wimpffen. Il plebiscito delle province venete e quello di Mantova si svolse il 21 e 22 ottobre 1866.